# St. Johannis (Alfhausen)

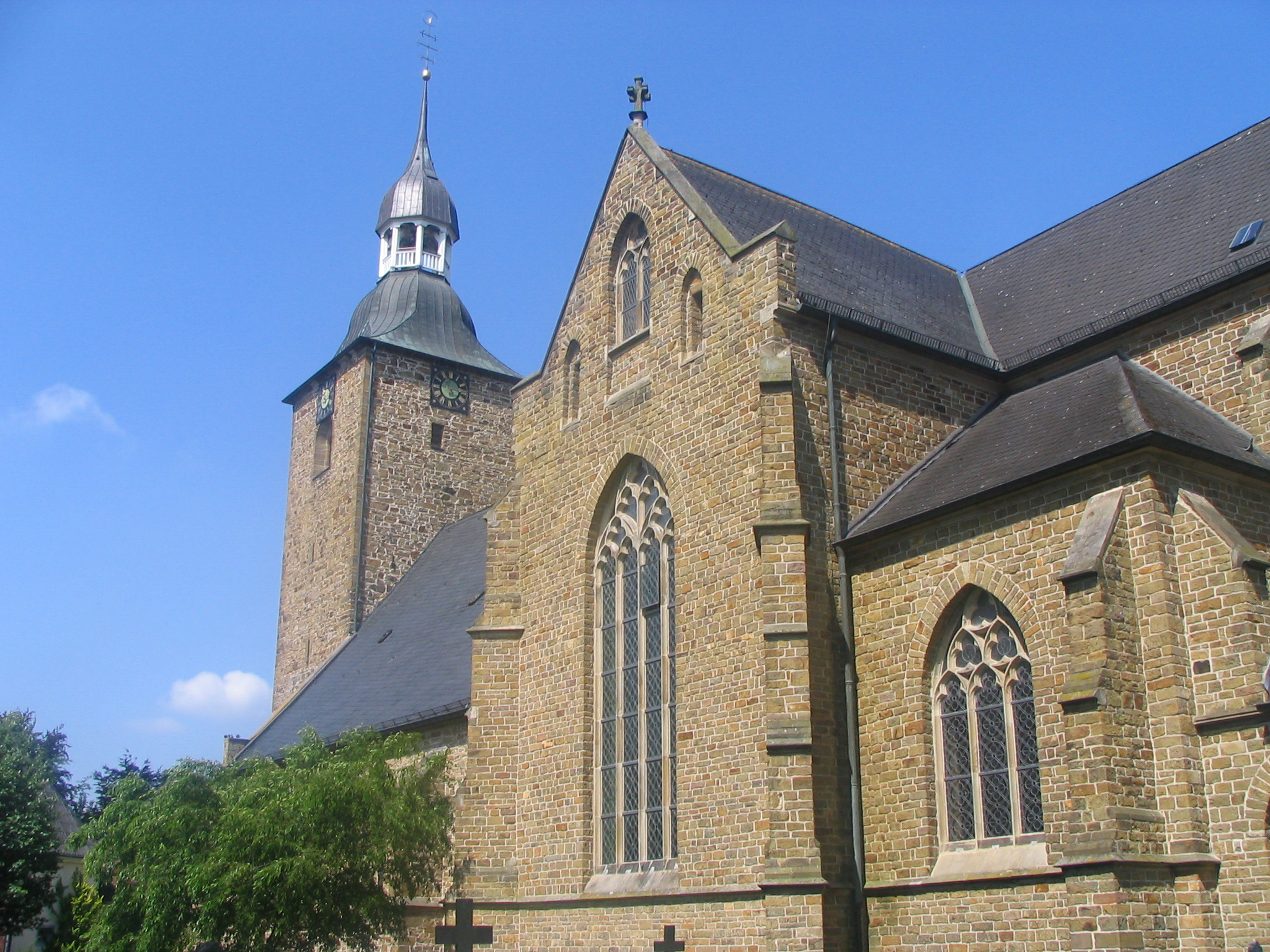
Johanneskirche in Alfhausen

Die katholische Pfarrkirche St. Johannis in Alfhausen stammt aus dem 13. Jahrhundert und verfügt über eine Ausstattung aus gotischer Zeit, wie einen Taufstein aus Bentheimer Sandstein und eine Strahlenmadonna des Meisters von Osnabrück aus dem Jahr 1517. Die Kirche ist Johannes dem Täufer geweiht.
Um die Kirche herum ist die Kirchhöfnerei entstanden, eine kleine, eng aneinander gebaute Häuserzeile, die eine Kirchburg entstehen ließ.

## Lage und örtliche Gegebenheiten

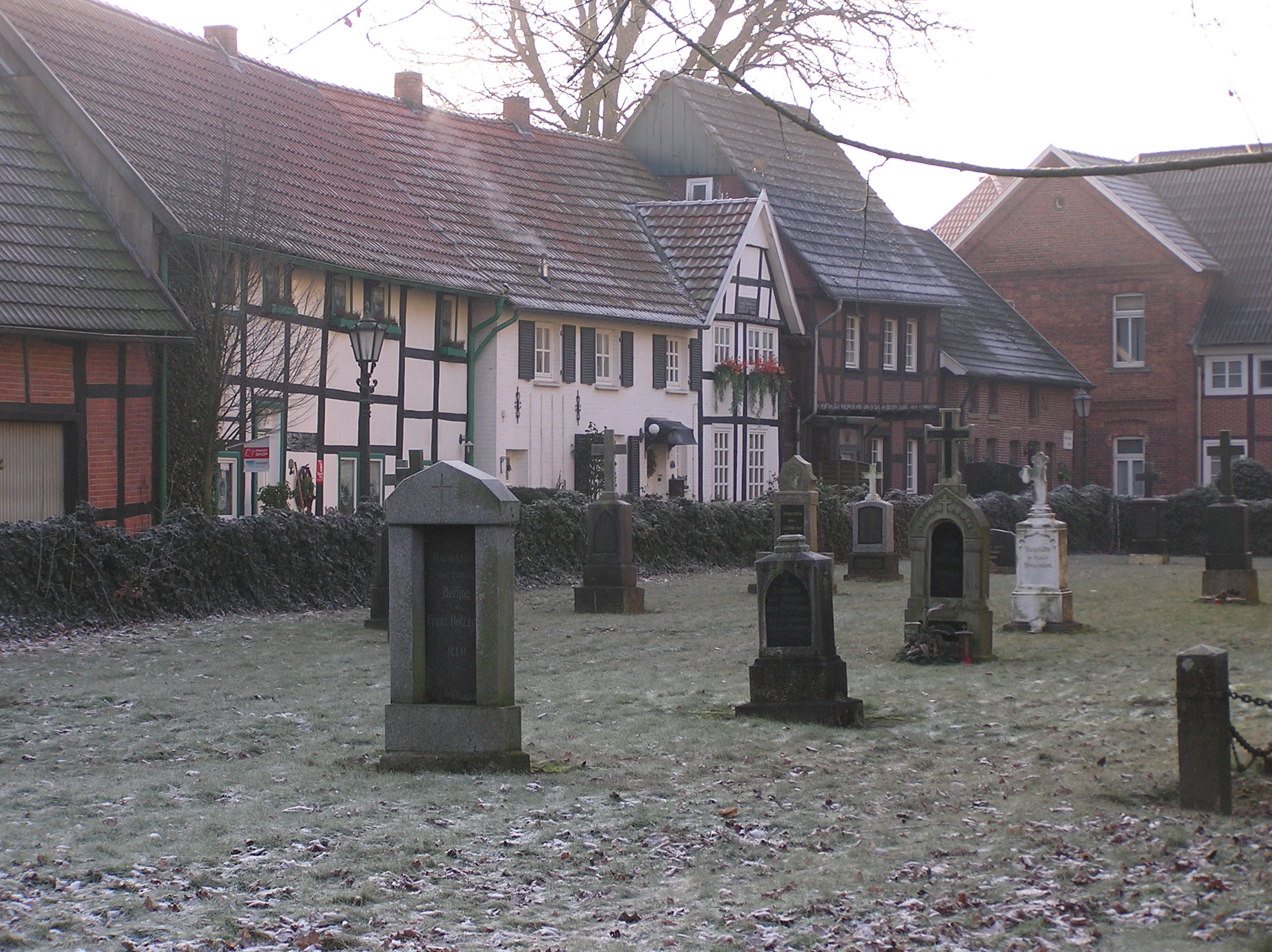

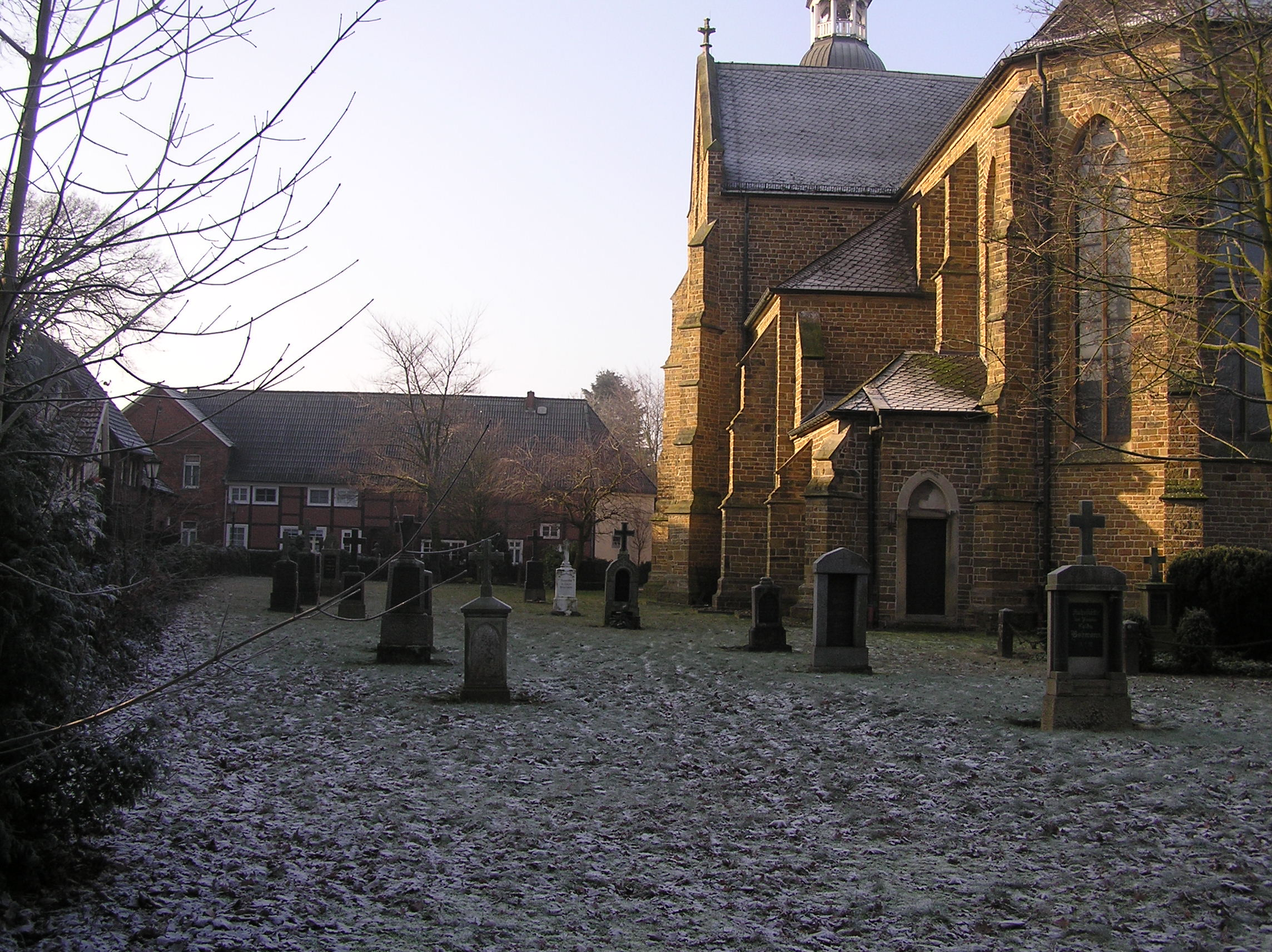

Die Johanneskirche bildete das Zentrum einer Kirchenburg und liegt im geschlossenen Ortskern von Alfhausen, der sich um die ehemalige Kirchenburg gebildet hat. Der Rahmen der ehemaligen Kirchenburg ist noch in Resten zu erkennen; schmale Häuser ohne Hofraum stehen an der Stelle der ehemaligen Befestigungsspeicher, die bei offenen Kirchdörfern in Kriegszeiten als Zufluchtsstätte dienten. Später wurden meist Handwerkshäuser daraus.

## Gründung und Gründungsbau
Die Pfarrei in Alfhausen entstand als eine Abspaltung von der Urkirche Ankum (Artländer Dom) vermutlich bereits im 11. Jahrhundert; erstmals erwähnt wird sie 1169. Über die näheren Umstände und den genauen Zeitpunkt der Kirchengründung gibt es bislang keine genaueren Erkenntnisse, es wird aber davon ausgegangen, dass Alfhausen zu dieser Zeit bereits eine eigene in Holzbauweise erstellte Kirche hatte. Erstmals explizit erwähnt wird sie im Lehensregister des Jahres 1350 des Bischofs von Osnabrück. Ihre Gründung wird dem Kloster Corvey zugeschrieben, das in Alfhausen Grundbesitz hatte. Die Kirche wurde mit den Mitteln der Gründer errichtet; wahrscheinlich handelte es sich um die Ritter von Alfhausen, die auch die Eigentümer des Meyerhofes waren. Die Rechte Corveys gingen unter Bischof Benno II. an das Bistum Osnabrück über. Es ist davon auszugehen, dass die erste Holzkirche im frühen 13. Jahrhundert durch ein Steingebäude im romanischen Stil ersetzt wurde. Aus dieser Zeit stammt auch die Sage über den Kirchenbau, der der kleinen Gemeinde zur Last wurde, so dass ein geheimnisvoller Schimmel beim Transport der Steine mitgewirkt habe.
Teile eines einschiffigen Gebäudes im romanischen Stil sind ebenso erhalten wie die aus Findlingen und Bruchsteinen errichtete untere Hälfte des quadratischen Turmes und die angrenzende Giebelwand des Langhauses.

## Baubeschreibung

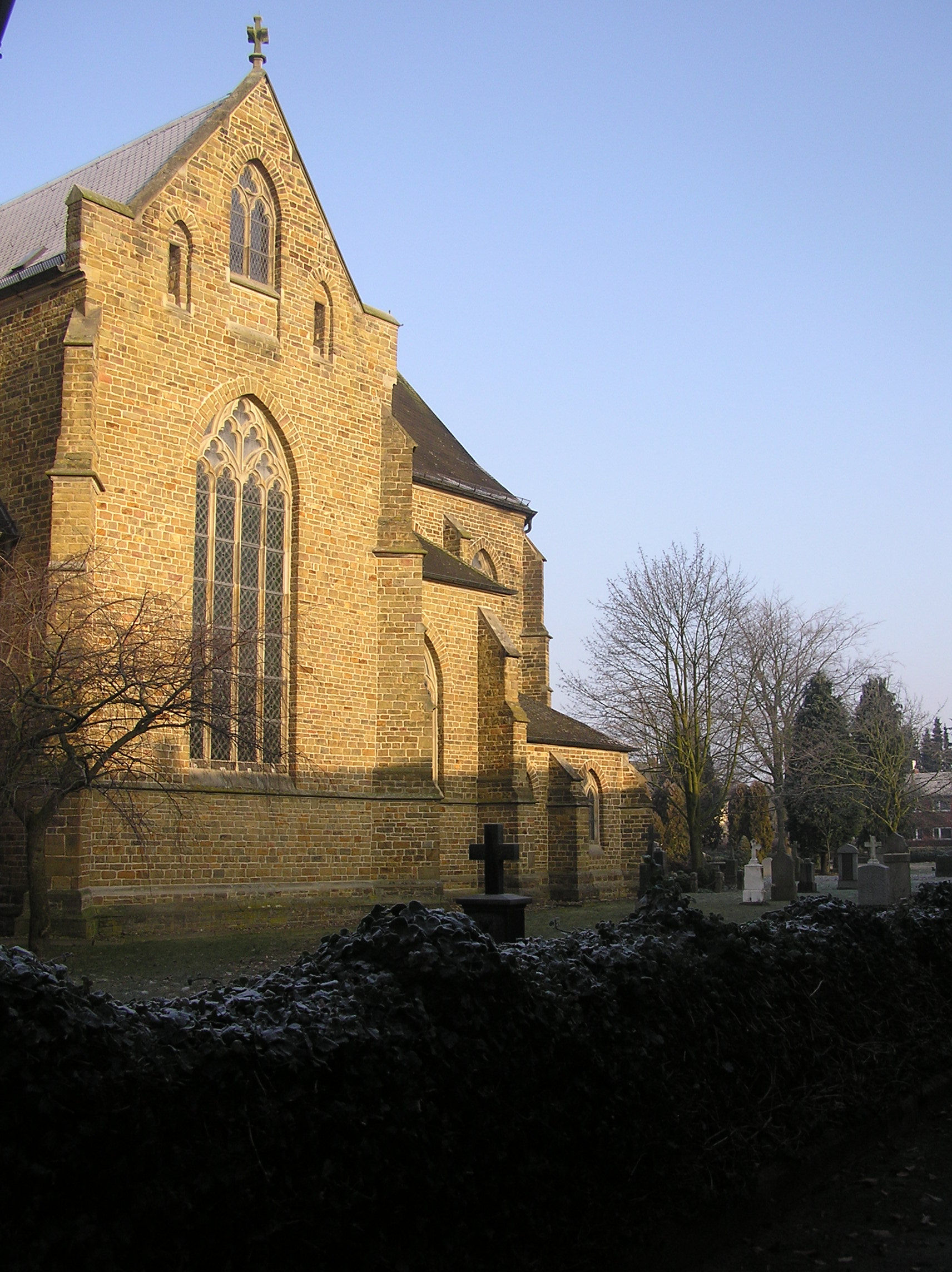
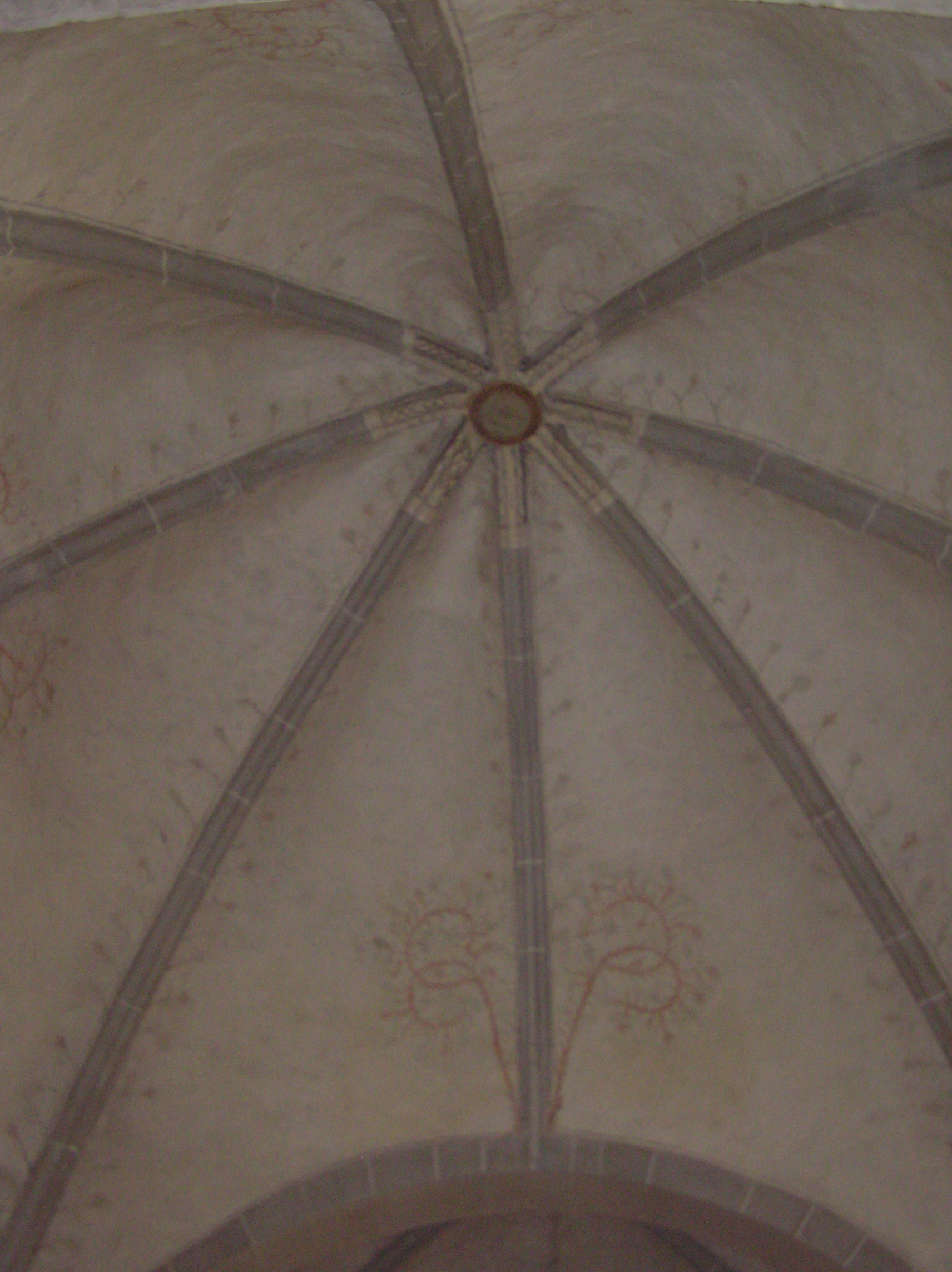
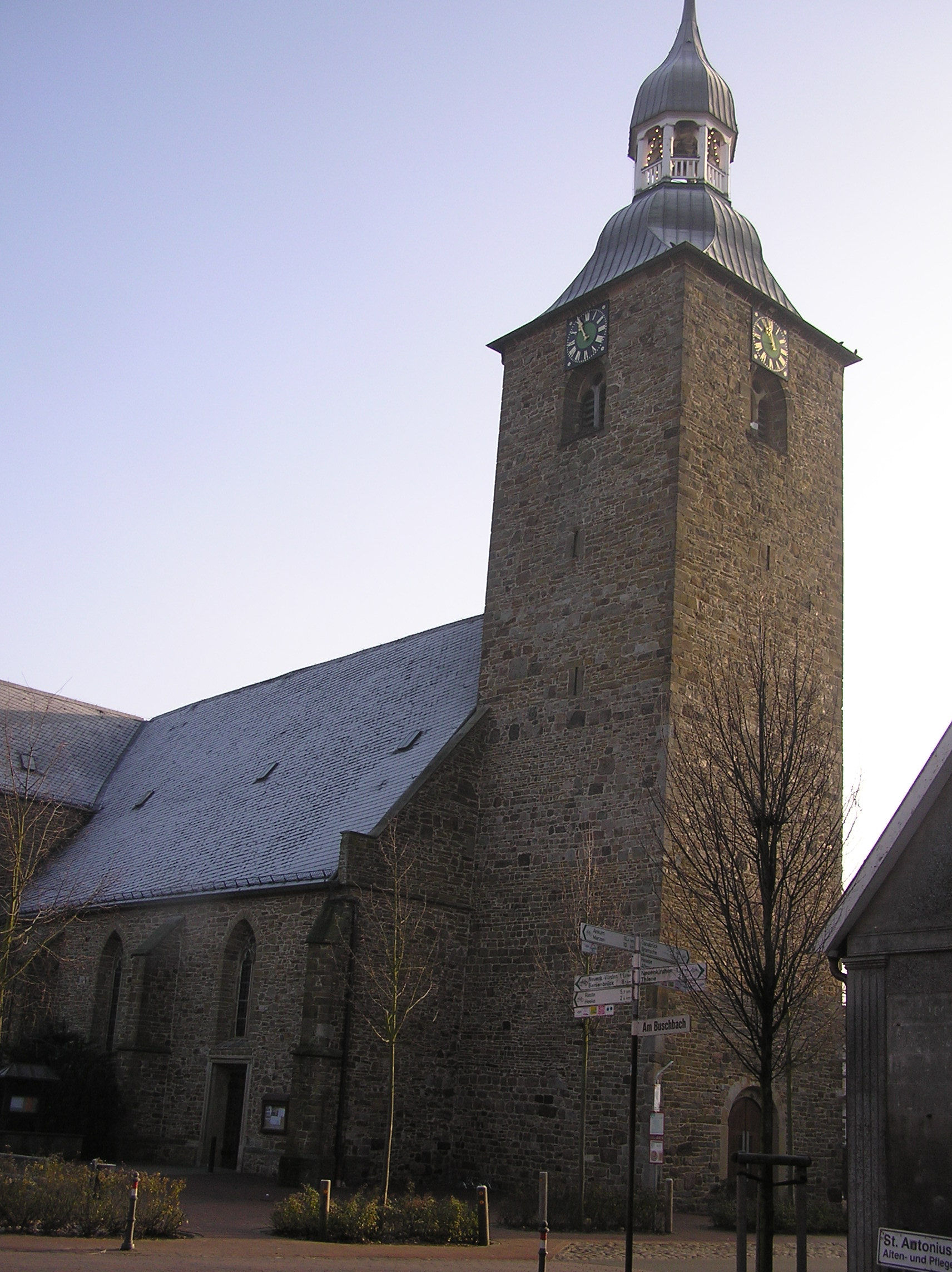

Vor der Westfront der Kirche steht ein ungegliederter romanischer Turm aus Sandstein und Findlingen, dem der Wehrcharakter noch anzusehen ist. Ein kleines, gestuftes Rundbogenportal bildet den Westeingang. Eine neugotische Sandsteinfigur von Johannes dem Täufer wurde in den 1980er Jahren über dem Turmportal angebracht.
Im oberen Teil befinden sich spitzbogige, nachträglich angebrachte Schalllöcher. Der barocke Helm mit offener Laterne entstand, nachdem am 8. Dezember 1703 der große Sturm von 1703 den alten Spitzhelm zerstörte.
Ursprünglich war die Kirche einschiffig und romanisch, Reste dieses Baus sind noch in der Westwand vorhanden. Ende des 15. Jahrhunderts entstand eine dreischiffige gotische Hallenkirche, die 1489 eingeweiht wurde. Dieser Bau ist in den ersten drei Jochen mit schmalen Streben auch äußerlich erhalten. Nur das südliche Portal ist alt. 1883 wurde eine großräumige Erweiterung des kreuzförmigen Grundrisses vorgenommen. Das große neugotische Querschiff und die Choranlage aus Sandstein stammen aus dieser Zeit. Der Architekt war Franz Xaver Lütz in Osnabrück.
Am 21. Juli 1900 wurden Teile des Kirchturms durch einen Blitzschlag während eines Gewitters beschädigt.
Die Chorfenster zeigen die Themen Verkündigung, Geburt und Taufe Christi und sind von neugotischer Ornamentik eingerahmt. Die neugotische Altarausstattung musste 1964 einer Modernisierung weichen. Aus dem alten Bestand ist lediglich eine in der Vierung aufgehängte doppelte Strahlenmadonna aus Holz erhalten, die der Werkstatt des „Meisters von Osnabrück“ zugeschrieben wird.
Außer einem Leuchter aus dem 18. Jahrhundert mit Spindel und Kugel ist noch der romanische Taufstein des Bentheinmer Typs erhalten. Das Becken ruht auf kauernden Löwen, Gesichter, Ranken und Trauben in Flachrelief sind von tauförmigen Bändern eingefasst.

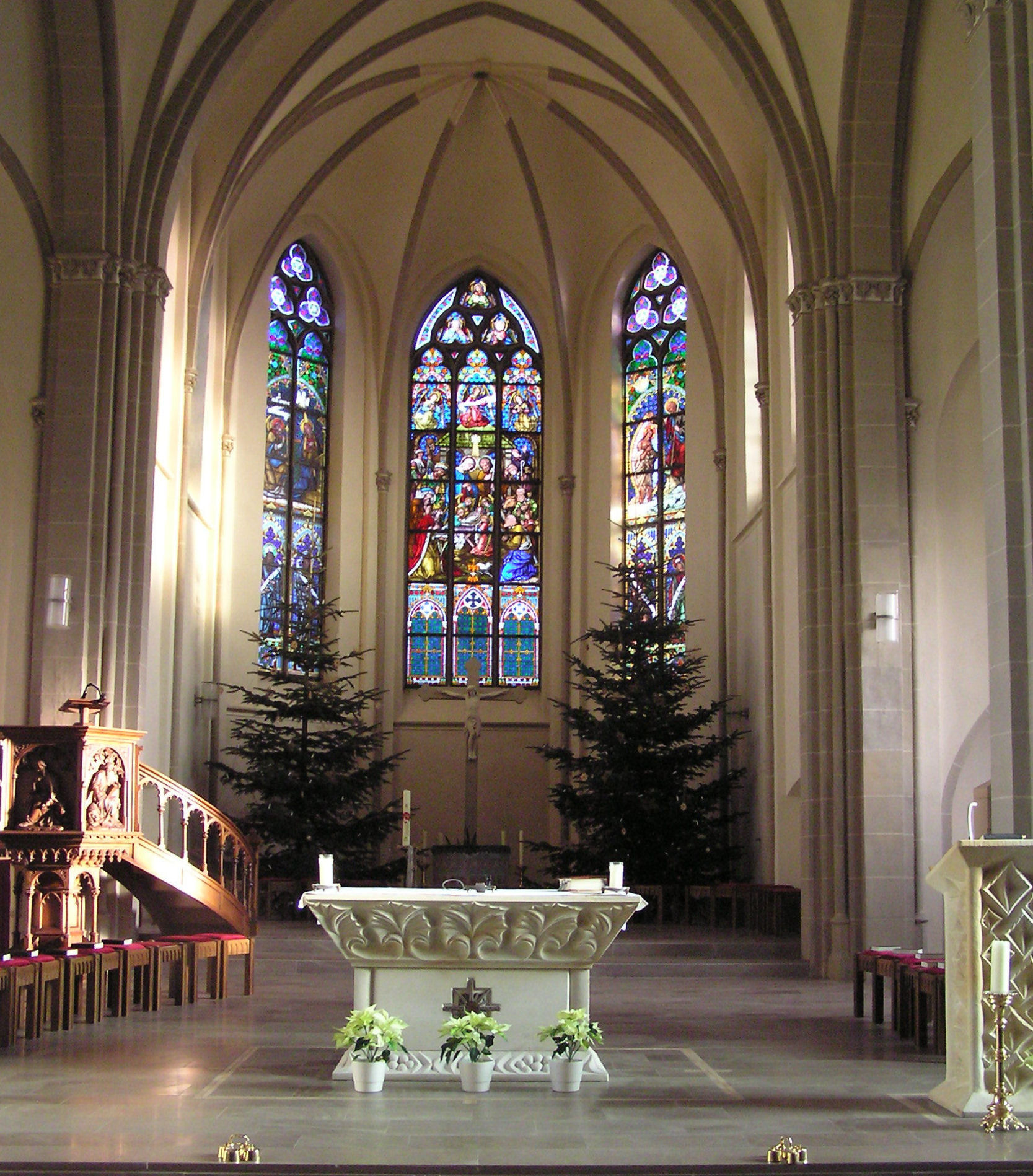
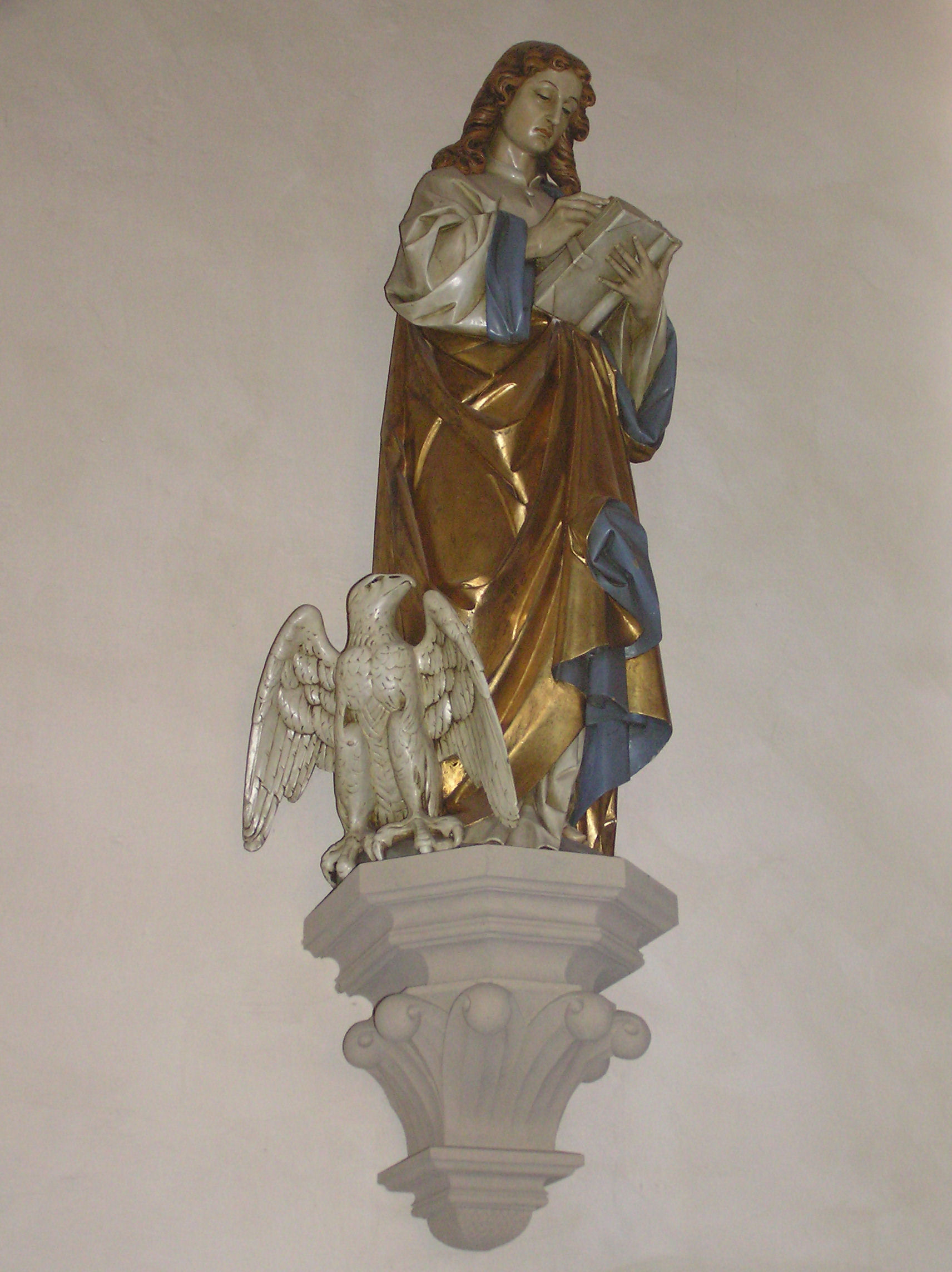
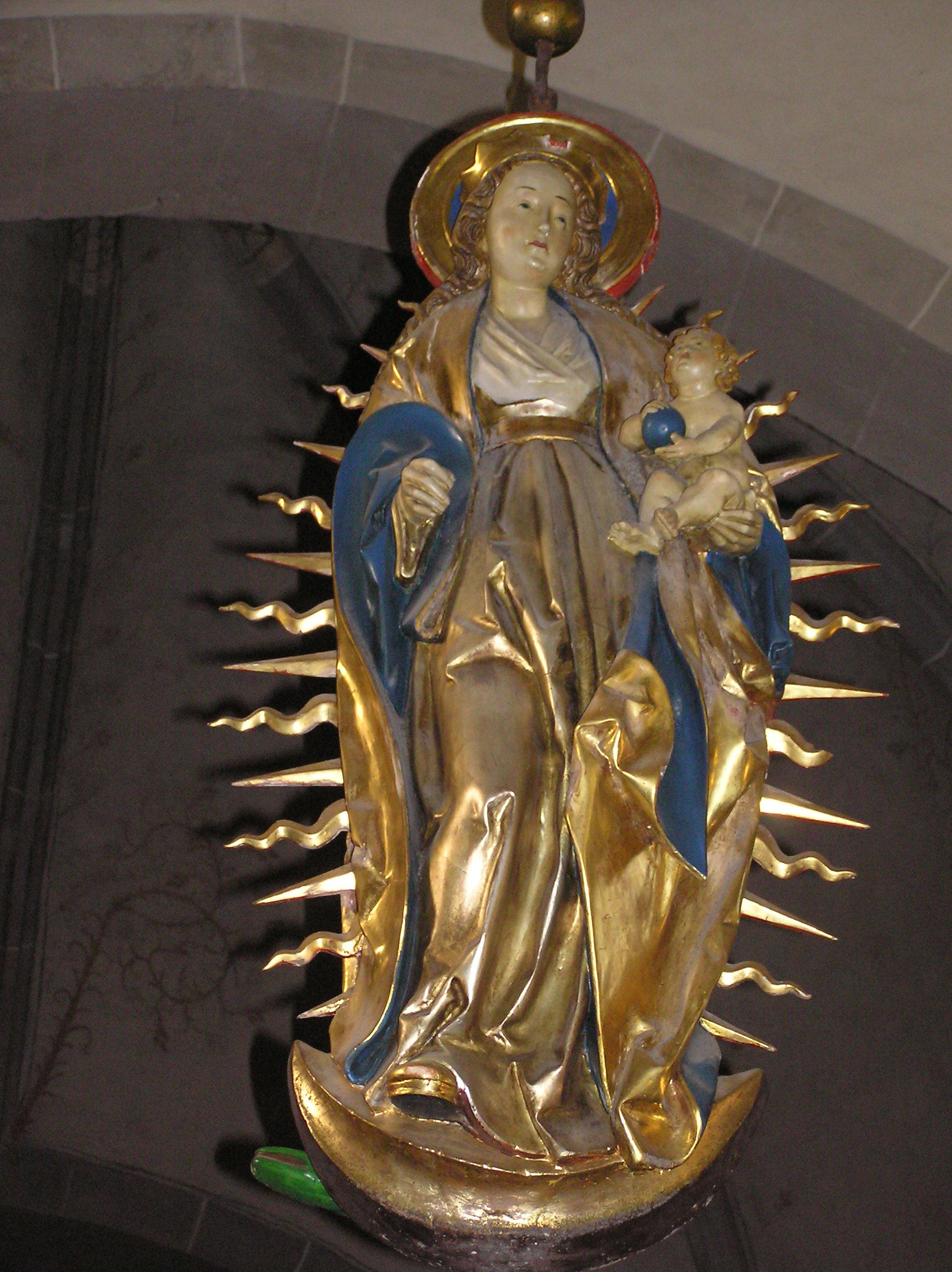
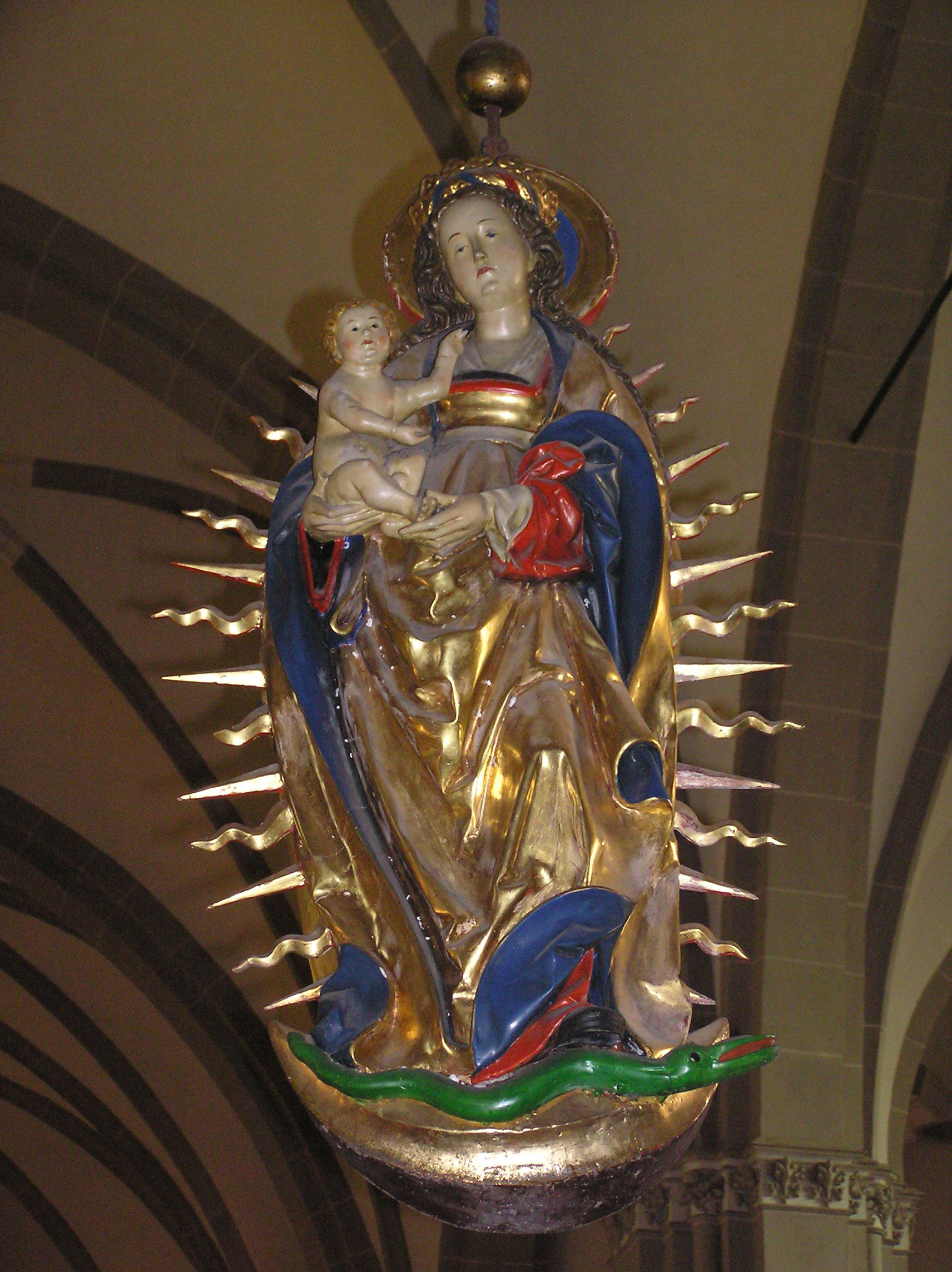

## Radiogottesdienst
Am 3. März 2013 übertrug der der Norddeutsche Rundfunk einen Radiogottesdienst aus der Kirche St. Johannis.